# Sastra abdominalis
Sastra abdominalis es una especie de insecto coleóptero de la familia Chrysomelidae. Fue descrita científicamente en 1904 por Jacoby.